# Tierra de lobos
Tierra de lobos (littéralement « Terre de loups ») est une série télévisée de western espagnole produite par Mediaset España et Boomerang TV, diffusée du 29 septembre 2010 au 15 janvier 2014 sur Telecinco.
Cette série est inédite dans tous les pays francophones.

## Synopsis
En 1875, deux frères, César Bravo et Román Bravo, reviennent du Portugal pour refaire une nouvelle vie dans la vieille propriété de campagne familiale, La Quebrada. Mais sur place, ils font face à l'opposition du grand propriétaire terrien local, Antonio Lobo, qui règne en maître tout-puissant. Ce veuf a quatre filles, Almudena, Isabel, Nieves et Rosa. Avec son contremaître Aníbal, il va tout faire pour que les frères Bravo s'en aillent.

## Distribution
- María Castro (es) : Elena Valdés
- Antonio Velázquez (es) : Aníbal Bravo
- Dafne Fernández : Nieves Lobo
- Carla Díaz : Rosa Lobo
- Silvia Alonso : Almudena Lobo (41 épisodes)
- Adriana Torrebejano : Isabel Lobo (41 épisodes)
- Elisa Matilla (es) : Lola (41 épisodes)
- Mamen Duch : Herminia (40 épisodes)
- Joel Bosqued (es) : Sebastián (40 épisodes)
- Juan Fernández : Antonio Lobo (39 épisodes)
- Manel Sans : Anselmo (37 épisodes)
- Berta Hernández : Cristina (34 épisodes)
- Junio Valverde : Román Bravo (28 épisodes)
- Álex García : César Bravo (29 épisodes)
- Jordi Rico : Jean Marie Raymond (30 épisodes)